# Liga ACB 2000-01
La temporada 2000-01 de la Liga ACB fue la 19.ª edición de la competición, y enfrentó a 18 equipos en la liga regular, y después a los 8 mejores en el playoff. El F. C. Barcelona se proclamó campeón del torneo tras imponerse en la final al Real Madrid CF, ambos habían sido los primeros de la liga regular. En cuanto al descenso los dos equipos que habían promocionado la temporada anterior, el Proaguas Costablanca y el Club Ourense Baloncesto descendieron nuevamente tras un único año de estancia en la élite.
En esta temporada se introdujo el formato de los 4 periodos de 10 minutos y el reloj de posesión pasó de 30" segundos a 24".

## Equipos participantes
| Club                      | Ciudad      | Estadio                                       | Capacidad | 1999-00 |
| ------------------------- | ----------- | --------------------------------------------- | --------- | ------- |
| F. C. Barcelona           | Barcelona   | Palau Blaugrana                               | 5.500     | 1º      |
| Joventut Badalona         | Badalona    | Pabellón del Joventut                         | 5.700     | 11º     |
| Casademont Girona         | Gerona      | Pabellón Municipal Gerona-Fontajau            | 5.500     | 10º     |
| Adecco Estudiantes        | Madrid      | Palacio de Deportes de Madrid                 | 12.000    | 3º      |
| Jabones Pardo Fuenlabrada | Fuenlabrada | Polideportivo Fernando Martín                 | 5.700     | 14º     |
| Real Madrid               | Madrid      | Palacio de Deportes de Madrid                 | 12.000    | 2º      |
| Caja San Fernando         | Sevilla     | Palacio de los Deportes de Sevilla            | 7.626     | 4º      |
| Unicaja Málaga            | Málaga      | Palacio de Deportes José María Martín Carpena | 9.743     | 8º      |
| Pamesa Valencia           | Valencia    | Pabellón Fuente de San Luis                   | 8.500     | 6º      |
| Proaguas Costa Blanca     | Alicante    | Pabellón Pedro Ferrándiz                      | 5.696     | LEB     |
| Breogán Universidade      | Lugo        | Pazo dos Deportes                             | 5.310     | 13º     |
| Club Ourense Baloncesto   | Orense      | Palacio de los Deportes Paco Paz              | 5.600     | LEB     |
| Gijón Baloncesto          | Gijón       | Palacio de Deportes de Gijón                  | 5.200     | 16º     |
| Canarias Telecom          | Las Palmas  | Centro Insular de Deportes                    | 5.200     | 7º      |
| Cantabria Lobos           | Torrelavega | Pabellón Vicente Trueba                       | 2.688     | 15º     |
| Fórum Valladolid C. B.    | Valladolid  | Polideportivo Pisuerga                        | 7.000     | 12º     |
| Cáceres C. B.             | Cáceres     | Pabellón Universitario V Centenario           | 2.500     | 9º      |
| TAU Cerámica              | Vitoria     | Fernando Buesa Arena                          | 9.500     | 5º      |

## Liga regular

### Clasificación final
| Pos | Equipo                    | J  | G  | P  | PF   | PC   |
| --- | ------------------------- | -- | -- | -- | ---- | ---- |
| 1   | F. C. Barcelona           | 34 | 29 | 5  | 3055 | 2613 |
| 2   | Real Madrid C. F.         | 34 | 27 | 7  | 2788 | 2519 |
| 3   | TAU Cerámica              | 34 | 27 | 7  | 2888 | 2452 |
| 4   | Unicaja Málaga            | 34 | 27 | 7  | 2883 | 2582 |
| 5   | Pamesa Valencia           | 34 | 22 | 12 | 2760 | 2622 |
| 6   | Adecco Estudiantes        | 34 | 21 | 13 | 2767 | 2698 |
| 7   | Jabones Pardo Fuenlabrada | 34 | 20 | 14 | 2752 | 2669 |
| 8   | Fórum Valladolid C. B.    | 34 | 16 | 18 | 2759 | 2795 |
| 9   | Casademont Girona         | 34 | 15 | 19 | 2733 | 2797 |
| 10  | Cáceres C. B.             | 34 | 14 | 20 | 2650 | 2732 |
| 11  | Breogán Universidade      | 34 | 13 | 21 | 2669 | 2722 |
| 12  | Caja San Fernando         | 34 | 13 | 21 | 2605 | 2642 |
| 13  | Canarias Telecom          | 34 | 12 | 22 | 2591 | 2808 |
| 14  | Joventut Badalona         | 34 | 11 | 23 | 2692 | 2820 |
| 15  | Gijón Baloncesto          | 34 | 11 | 23 | 2643 | 2823 |
| 16  | Cantabria Lobos           | 34 | 10 | 24 | 2484 | 2894 |
| 17  | Proaguas Costablanca      | 34 | 9  | 25 | 2554 | 2846 |
| 18  | Club Ourense Baloncesto   | 34 | 9  | 25 | 2630 | 2869 |

|  | Campeón, Euroliga                 |
|  | Clasificados para la Euroliga     |
|  | Clasificados para la Copa Saporta |
|  | Clasificados para la Copa Korać   |
|  | Descienden a Liga LEB             |

J = Partidos Jugados; G = Partidos Ganados; P = Partidos perdidos; PF = Puntos a favor; PC = Puntos en contra

## Play Off por el título
|  | Cuartos de final        | Cuartos de final |                  |                  | Semifinales | Semifinales |  |                  | Final | Final |  |
|  |                         |                  |                  |                  |             |             |  |                  |       |       |  |
|  |                         |                  |                  |                  |             |             |  |                  |       |       |  |
|  | 1 F.C. Barcelona        | 3                |                  |                  |             |             |  |                  |       |       |  |
|  | 1 F.C. Barcelona        | 3                |                  |                  |             |             |  |                  |       |       |  |
|  | 8 Fórum Valladolid CB   | 0                |                  |                  |             |             |  |                  |       |       |  |
|  | 8 Fórum Valladolid CB   | 0                |                  | 1 F.C. Barcelona | 3           |             |  |                  |       |       |  |
|  |                         |                  |                  | 1 F.C. Barcelona | 3           |             |  |                  |       |       |  |
|  |                         |                  | 4 Unicaja Málaga | 0                |             |             |  |                  |       |       |  |
|  | 4 Unicaja Málaga        | 3                | 4 Unicaja Málaga | 0                |             |             |  |                  |       |       |  |
|  | 4 Unicaja Málaga        | 3                |                  |                  |             |             |  |                  |       |       |  |
|  | 5 Pamesa Valencia       | 1                |                  |                  |             |             |  |                  |       |       |  |
|  | 5 Pamesa Valencia       | 1                |                  |                  |             |             |  | 1 F.C. Barcelona | 3     |       |  |
|  |                         |                  |                  |                  |             |             |  | 1 F.C. Barcelona | 3     |       |  |
|  |                         |                  | 2 Real Madrid CF | 0                |             |             |  |                  |       |       |  |
|  | 3 TAU Cerámica          | 3                | 2 Real Madrid CF | 0                |             |             |  |                  |       |       |  |
|  | 3 TAU Cerámica          | 3                |                  |                  |             |             |  |                  |       |       |  |
|  | 6 Adecco Estudiantes    | 1                |                  |                  |             |             |  |                  |       |       |  |
|  | 6 Adecco Estudiantes    | 1                |                  | 3 TAU Cerámica   | 2           |             |  |                  |       |       |  |
|  |                         |                  |                  | 3 TAU Cerámica   | 2           |             |  |                  |       |       |  |
|  |                         |                  | 2 Real Madrid CF | 3                |             |             |  |                  |       |       |  |
|  | 2 Real Madrid CF        | 3                | 2 Real Madrid CF | 3                |             |             |  |                  |       |       |  |
|  | 2 Real Madrid CF        | 3                |                  |                  |             |             |  |                  |       |       |  |
|  | 7 Jabones Pardo Fuenla. | 0                |                  |                  |             |             |  |                  |       |       |  |
|  | 7 Jabones Pardo Fuenla. | 0                |                  |                  |             |             |  |                  |       |       |  |
|  |                         |                  |                  |                  |             |             |  |                  |       |       |  |

| Campeón de la Liga ACB 2000-01       |
| ------------------------------------ |
| F.C. Barcelona Décimo segundo título |

## Nominaciones

### MVP de la Temporada
| Posición  | Jugador | Equipo           |
| --------- | ------- | ---------------- |
| Ala-pívot | Lou Roe | Gijón Baloncesto |

### MVPde la final
| Posición  | Jugador   | Equipo          |
| --------- | --------- | --------------- |
| Ala-pívot | Pau Gasol | F. C. Barcelona |

### Jugador de la jornada
| Jornada | Jugador              | Equipo                    | Valoración |
| ------- | -------------------- | ------------------------- | ---------- |
| 1       | Devin Davis          | Breogán Universidade      | 40         |
| 2       | Martin Cattalini     | Caja San Fernando         | 35         |
| 3       | Velimir Perasović    | Jabones Pardo Fuenlabrada | 37         |
| 4       | Aaron Swinson        | Club Ourense Baloncesto   | 36         |
| 5       | Lou Roe              | Gijón Baloncesto          | 36         |
| 6       | Lou Roe              | Gijón Baloncesto          | 38         |
| 7       | Román Montañez       | Fórum Valladolid CB       | 32         |
| 8-9     | John Williams        | Fórum Valladolid CB       | 32,5       |
| 10      | Derrick Alston       | Pamesa Valencia           | 36         |
| 11      | Joaquín Ruiz Lorente | Cantabria Lobos           | 38         |
| 12      | Nacho Rodilla        | Pamesa Valencia           | 34         |
| 13      | A.J. Bramlett        | Fórum Valladolid CB       | 38         |
| 14-15   | Velimir Perasović    | Jabones Pardo Fuenlabrada | 35         |
| 16      | Stephen Howard       | Gijón Baloncesto          | 45         |
| 17      | Derrick Alston       | Pamesa Valencia           | 40         |
| 18      | Bernard Hopkins      | Pamesa Valencia           | 42         |
| 18      | Bobby Martin         | Canarias Telecom          | 42         |
| 19      | Derrick Alston       | Pamesa Valencia           | 39         |
| 20-21   | Xavi Fernández       | Canarias Telecom          | 24         |
| 22      | Veljko Mršić         | Unicaja Málaga            | 30         |
| 23      | Aaron Swinson        | Club Ourense Baloncesto   | 37         |
| 24      | Devin Davis          | Breogán Universidade      | 36         |
| 25      | Lou Roe              | Gijón Baloncesto          | 48         |
| 26      | Steve Payne          | Cantabria Lobos           | 41         |
| 27      | Artūras Karnišovas   | F. C. Barcelona           | 44         |
| 28      | Ademola Okulaja      | Casademont Girona         | 42         |
| 29      | José Antonio Paraíso | Cáceres CB                | 32         |
| 30-31   | David Wood           | Jabones Pardo Fuenlabrada | 32         |
| 32      | Lou Roe              | Gijón Baloncesto          | 42         |
| 33      | Felipe Reyes         | Adecco Estudiantes        | 38         |
| 34      | Marques Bragg        | Club Ourense Baloncesto   | 32         |

### Jugador del mes
| Mes       | Jornadas | Jugador           | Equipo                    | Valoración |
| --------- | -------- | ----------------- | ------------------------- | ---------- |
| Octubre   | 1-3      | Elmer Bennett     | TAU Cerámica              | 29,5       |
| Noviembre | 4-8      | Richard Scott     | Caja San Fernando         | 30,4       |
| Diciembre | 9-13     | Derrick Alston    | Pamesa Valencia           | 28         |
| Enero     | 14-17    | Velimir Perasović | Jabones Pardo Fuenlabrada | 32,8       |
| Febrero   | 18-22    | Derrick Alston    | Pamesa Valencia           | 26,2       |
| Marzo     | 23-26    | Steve Payne       | Cantabria Lobos           | 28,3       |
| Abril     | 27-31    | Ademola Okulaja   | Casademont Girona         | 28         |
| Mayo      | 32-34    | Lou Roe           | Gijón Baloncesto          | 31         |

| Predecesor: Temporada 1999-00 | Liga ACB 2000-01 | Sucesor: Temporada 2001-02 |